# Carmencita
Carmencita är en amerikansk stum- och dokumentärfilm från 1894 regisserad och producerad av William Kennedy Dickson, som med hjälp av Thomas Edison tog fram den första filmkameran.
Filmen spelades in i West Orange, New Jersey och är bara 21 sekunder lång. Filmens namn kommer från dansaren Carmen "Carmencita" Dauset Moreno som är den enda personen som medverkar i filmen. Den är kanske mest känd som filmen med nummer "0000001" i Internet Movie Database, men är dock inte världens äldsta film. Dansaren var enligt filmhistorikern C. Musser den första kvinnan att filmas med en av Edisons filmkameror.

## Skådespelare
- Carmencita